# Fenillosa
Fenillosa est un village de la province de Huesca, situé une dizaine de kilomètres au sud-est de la ville de Sabiñánigo, dans la Guarguera, moins de deux kilomètres à l'est de Ceresola. Il est actuellement inhabité (INE, 2013), après avoir été abandonné au milieu des années 1950. Il comptait encore vingt habitants en 1940. L'église du village, dédiée à saint Jean-Baptiste, a sans doute été construite au début du XVIIe siècle.